# Procoronis
Procoronis är ett släkte av fjärilar. Procoronis ingår i familjen vecklare.
Kladogram enligt Catalogue of Life:
| Procoronis | \| \| Procoronis rhothias \| \| \| \| \| \| Procoronis swinhoeiana \| \| \| \| |
|            | \| \| Procoronis rhothias \| \| \| \| \| \| Procoronis swinhoeiana \| \| \| \| |
|            | Procoronis rhothias                                                            |
|            |                                                                                |
|            | Procoronis swinhoeiana                                                         |
|            |                                                                                |